# Benas Šimkus
Benas Šimkus (* 1. Januar 1941 in Lieplaukė, Rajongemeinde Telšiai; † 3. Januar 2023) war ein litauischer liberaler Politiker, ab 2007 Vizebürgermeister der Stadtgemeinde Klaipėda.

## Leben
Ab 1948 lernte er in der  Mittelschule Mosėdis. Gleichzeitig arbeitete er als Brigadenarbeiter der Farm im Kolchos, Mechaniker, Elektriker und Fahrer. 1963 war er Beamter in der Rajongemeinde Skuodas der Miliz von Sowjetlitauen. Ab 1964 absolvierte er die Miliz-Fachmittelschule Kaunas mit dem Abitur und arbeitete weiter in Skuodas. 1982 absolvierte Benas Šimkus das Diplomstudium der Mechanik an der Fakultät Klaipėda am Kauno politechnikos institutas und wurde Ingenieur der Mechanik. 1992 wurde er Oberst im Innendienst Litauens. Von 1969 bis 2000 arbeitete er in Klaipėda bei der Polizei Litauens. Seit 2000 war er Rentner. Ab 2007 war er Stellvertreter des Bürgermeisters von Klaipėda.
Benas Šimkus war Mitglied von Tvarka ir teisingumas.
1991 errichtete er Sportclub „Beisbolas“ und war sein Leiter.
Er war geschieden und hat Kinder.